# Silver Stone Trophy
Il Silver Stone Trophy è il trofeo che viene assegnato alla squadra vincitrice la Champions Hockey League, il massimo torneo europeo per squadre di club.
Originariamente era stata ideata nel 1997 dall'artista italiano Enzo Bosi come trofeo per la European Hockey League, che in quell'anno sostituiva la Coppa dei campioni. Si tratta di una scultura in argento cesellato del peso di poco meno di sette chili (ovvero di una stone, unità di misura del Sistema imperiale britannico), da cui il nome.
Dopo la fine della EHL nel 2000, la coppa fu rimessa in palio solo nel 2005 per la nascita della IIHF European Champions Cup. Chiusa anche questa competizione, la coppa divenne il trofeo della Champions Hockey League, che sostituì la ECC come competizione di vertice continentale.

## Vincitori del Silver Stone Trophy

### European Hockey League
| Anno      | Sede                | Incontro                     | Risultato  | Vincitore     |
| --------- | ------------------- | ---------------------------- | ---------- | ------------- |
| 1996-1995 | Turku (Finlandia)   | TPS - Dinamo Mosca           | 5 - 2      | TPS           |
| 1997-1998 | Feldkirch (Austria) | Dinamo Mosca - VEU Feldkirch | 3 - 5      | VEU Feldkirch |
| 1998-1999 | Mosca (Russia)      | Dinamo Mosca - Magnitogorsk  | 1 - 2 (OT) | Magnitogorsk  |
| 1999-2000 | Lugano (Svizzera)   | Magnitogorsk - Sparta Praga  | 2 - 0      | Magnitogorsk  |

### European Champions Cup
| Anno | Sede                    | Incontro                     | Risultato  | Vincitore      |
| ---- | ----------------------- | ---------------------------- | ---------- | -------------- |
| 2005 | San Pietroburgo, Russia | Avangard Omsk - Oulun Kärpät | 2 - 1 (OT) | Avangard Omsk  |
| 2006 | San Pietroburgo, Russia | Dinamo Mosca - Oulun Kärpät  | 5 - 4 (OT) | Dinamo Mosca   |
| 2007 | San Pietroburgo, Russia | HPK - Ak Bars Kazan’         | 0 - 6      | Ak Bars Kazan’ |
| 2008 | San Pietroburgo, Russia | Sparta Praga - Magnitogorsk  | 2 - 5      | Magnitogorsk   |

### Champions Hockey League
| Anno    | Incontro                 | Andata | Ritorno | Vincitore |
| ------- | ------------------------ | ------ | ------- | --------- |
| 2008-09 | Magnitogorsk - ZSC Lions | 2 - 2  | 0 - 5   | ZSC Lions |